# استاتیرا (دختر داریوش سوم)
استاتیرای سوم (یونانی: Στάτειρα؛ درگذشته ۳۲۳ پیش از میلاد)، که با نام بارسینه نیز شناخته می‌شود، دختر داریوش سوم هخامنشی و استاتیرا دوم بود. استاتیرا و خواهرش پس از شکست پدر در نبرد ایسوس، اسیر اسکندر مقدونی شدند. با این حال با آن‌ها به خوبی رفتار شد و او در سال ۳۲۴ پیش از میلاد به عنوان همسر دوم به ازدواج اسکندر درآمد. اسکندر در همان مراسم با نوه عموی پدربزرگ استاتیرا به نام پروشات، (دختر اردشیر سوم)، نیز ازدواج کرد. استاتیرا در سال ۳۲۳ پیش از میلاد و پس از مرگ اسکندر، توسط روشنک، همسر اول او، کشته شد.

## نام‌شناسی
دانشمندان دربارهٔ نام وی بحث کرده‌اند. تاریخ‌نگاری به نام آریان (حدود 86 – بعد از ۱۴۶) در فهرست ازدواج‌های شوش، او را «بارسینه» نامیده‌است. او معمولاً با بارسینه دیگری که در همان دوره توسط اسکندر اسیر بود، نیز اشتباه گرفته می‌شود. ویلیام وودتورپ تارن تاریخ‌نگار، ادعا می‌کند که نام رسمی وی «بارسینه» بود، اما به احتمال زیاد او را «استاتیرا» می‌خواندند. تارن موارد دیگری از سردرگمی را ذکر می‌کند و خاطرنشان می‌کند که در پایان سده ۳ پیش از میلاد، افسانه‌ها اغلب روشنک را با استاتیرا به عنوان دختر داریوش اشتباه می‌گرفتند.

## اوایل زندگی
استاتیرا دختر بزرگ داریوش سوم هخامنشی و همسرش بود که او نیز استاتیرا نامیده می‌شد. پدر و مادر او هر دو اغلب خوش‌سیما و زیبارو توصیف می‌شدند و این باعث شده تا تارن حدس بزند استاتیرا «به اندازه‌ای خوش‌چهره بوده، که با توجه به شاهزاده بودنش، زیبا توصیف شود». تاریخ تولد وی ناشناخته است؛ اما او در سال ۳۳۳ پیش از میلاد در سن ازدواج بود. پس از حمله اسکندر مقدونی به ایران، استاتیرا و خانواده‌اش ارتش داریوش را همراهی می‌کردند. در نوامبر سال ۳۳۳ ارتش اسکندر ایرانیان را در نبرد ایسوس شکست داد. داریوش گریخت و کمی بعد ارتش مقدونیه خانواده وی را اسیر کردند. اگرچه با بسیاری از زنان ایرانی اسیر شده بی‌رحمانه رفتار شد، اما به دستور اسکندر، با استاتیرا، مادرش، خواهرش دری‌په‌تیس، برادر کوچکترش و مادربزرگ پدری آن‌ها، سی‌سی‌گامبیس، به خوبی رفتار شد و آن‌ها اجازه یافتند موقعیت اجتماعی خود را حفظ کنند.

## ازدواج با اسکندر مقدونی
استاتیرا و خانواده‌اش تا دو سال ارتش اسکندر را همراهی کردند. مادر او در اوایل سال ۳۳۲ پیش از میلاد درگذشت و سی‌سی‌گامبیس سرپرست او شد. گرچه داریوش چندین بار با پیشنهاد خون‌بها دادن برای رهایی خانواده‌اش تلاش کرد، اما اسکندر حاضر نشد زنان را پس‌فرستد. سپس داریوش به اسکندر پیشنهاد ازدواج با استاتیرا را در برابر صرف نظر نمودن از ادعای خود در مورد برخی از سرزمین‌هایی که اسکندر پیشتر در ازای پایان دادن به جنگ تصرف کرده بود، داد. اما اسکندر این پیشنهاد را نیز رد کرد و به داریوش یادآوری کرد که او هم سرزمین و هم استاتیرا را تحت کنترل خود دارد و اگر تصمیم به ازدواج با او را داشت اجازه داریوش لازم نبود.
اسکندر در سال ۳۳۰ پیش از میلاد، استاتیرا و خانواده‌اش را در شوش ترک کرد و از آن‌ها خواست تا یونانی بیاموزند. تاریخ‌نگاری به نام الیزابت دونلی کارنی حدس می‌زند که اسکندر از قبل تصمیم به ازدواج با استاتیرا گرفته بود و او را برای زندگی به عنوان همسرش آماده می‌کرد. استاتیرا در سال ۳۲۴ پیش از میلاد، تقریباً ده سال پس از دستگیری، به عنوان همسر دوم با اسکندر در یک مراسم دسته‌جمعی معروف به عروسی‌های شوش که پنج روز به طول انجامید، ازدواج مرد. نود زن نجیب‌زاده دیگر هخامنشی نیز با سربازان مقدونی وفادار به اسکندر ازدواج کردند. این شامل ازدواج دری‌په‌تیس با دوست صمیمی اسکندر، هفستیون، بود. در همان مراسم، اسکندر با پروشات، دختر شاهنشاه پیشین هخامنشی، اردشیر سوم، ازدواج کرد. این سنت نسبتاً عادی بود که حاکمان فاتح با بیوه یا دختر مردی که خود او را برکنار کرده بودند، ازدواج می‌کردند. اسکندر با عروسی هر دو زن، روابط خود را با هر دو شاخه خانواده سلطنتی شاهنشاهی هخامنشی تقویت کرد.
اسکندر در سال ۳۲۳ پیش از میلاد، درگذشت. پس از مرگ او، همسر اولش روشنک با همدستی پردیکاس استاتیرا را به قتل رساند. روشنک می‌خواست موقعیت خود و پسرش اسکندر چهارم را با خلاص شدن از رقیبی که می‌توانست - یا ادعا می‌کرد- باردار باشد، تقویت کند. طبق گزارش پلوتارک، خواهر استاتیرا، دری‌په‌تیس نیز در همان زمان کشته شد. اما کارنی معتقد است که پلوتارک اشتباه کرده‌است و در واقع این پروشات بود که همراه با استاتیرا درگذشت.

## نگاره‌های ادعایی

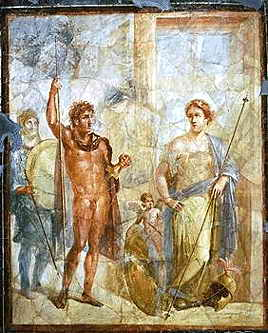
نقاشی دیواری پمپئی که احتمالا اسکندر و استاتیرا را به تصویر کشیده‌است.

استاتیرا ممکن است در نقاشی دیواری که در حین کاوش در پمپئی یافت شده‌است، به تصویر کشیده شده باشد. این نقاشی دیواری یک جنگجوی برهنه را با عبای مقدونی بنفش که به احتمال زیاد اسکندر است، به تصویر می‌کشد. در سمت چپ او زنی ایستاده‌است که تاجی به سر و عصایی در دست دارد. دانشمندان در مورد اینکه این زن روشنک است یا استاتیرا اختلاف نظر دارند.

### در رسانه‌های امروزی
- در فیلم اسکندر در سال ۲۰۰۴ به کارگردانی الیور استون، استاتیرا توسط بازیگر فرانسوی آنلیز اسم به تصویر کشیده شده‌است.
- در مجموعه تلویزیونی هندی پوروس در سال ۲۰۱۷ استاتیرا به نام بارسینه توسط ریا دیپسی، بازیگر تلویزیونی هندی، به تصویر کشیده شده‌است.